# Glyptidotea lichtensteini
Glyptidotea lichtensteini är en kräftdjursart som först beskrevs av Krauss 1843.  Glyptidotea lichtensteini ingår i släktet Glyptidotea och familjen tånglöss. Inga underarter finns listade i Catalogue of Life.